# John Charles Molteno

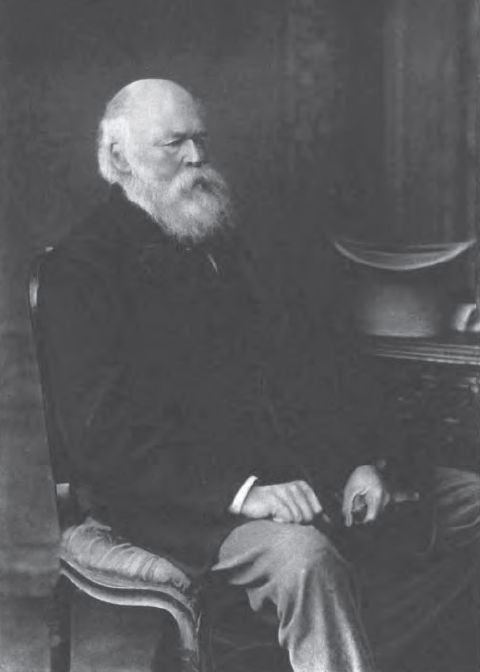
Foto

Sir John Charles Molteno, KCMG (Londres, 5 de junio de 1814-Ciudad del Cabo, 1 de septiembre de 1886) fue un soldado, empresario y el primer ministro de la Colonia del Cabo.

## Biografía
Nacido en Londres en una familia numerosa anglo-Italiana, Molteno emigró al Cabo con 17 años y encontró trabajo como bibliotecario público. Con 23 años, fundó su primera empresa, Molteno & Co., una empresa comercial que exportaba vino, lana y áloe a Mauricio y las Indias Occidentales.
En 1841, intentó exportar por primera vea frutas de África Austral a Australia cargando un navío de frutas, necesariamente desecadas, que naufragó en una tormenta. Prácticamente arruinado, apuró sus últimos caudales en comprar un terreno en Beaufort West donde criar ovejas merinas. Más tarde, entre otras empresas, fundó el primer banco de la región, Alport & Co. – en Beaufort West.
Tiempo después regresó al Cabo para casarse con una joven mulata llamada Maria, hija de otro comerciante, con la que se estableció en Beaufort West, y desgraciadamente falleció en el parto junto a su único hijo.
Más tarde, Molteno dejó su propiedad y se unió a un Comando Bóer para combatir en las Guerras Xhosa de 1846.

### Carrera política
La economía del Cabo estaba en recesión a principio de los 1860, cuando Molteno volvió a Ciudad del Cabo. Se casó de nuevo y compró una casa en Claremont (en la época una zona hortícola).
En 1853, la Colonia del Cabo, obtuvo autonomía legislativa y en 1854, Molteno fue elegido su primer parlamentario representando Beaufort. Entretanto, a pesar del parlamento electo, el poder ejecutivo permaneció firmemente en manos de Gran Bretaña. Las experiencias bélicas de Molteno le hicieron pensar en la mala gestión británica en la colonia, y su fe en una democracia eficiente le hicieron iniciar una larga pugna para conseguir un Ejecutivo en el Cabo democráticamente autónomo.
A lo largo de los años, sus movimientos por un gobierno independiente acabaron dominando parlamento y política del Cabo. En la década de 1860, el gobernador británico autocrático Edmond Wodehouse hizo repetidas tentativas para desmantelarlo. Molteno luchó esas medidas, usando su control electoral, y tras una década el gobernador fue derrocado y Molteno acabó siendo primer ministro.